# Kadir van Lohuizen
Kadir van Lohuizen (Utrecht, 6 augustus 1963) is een Nederlands fotograaf.

## Leven en werk
Toen hij in 1982 van de middelbare school kwam begon hij met reizen en fotograferen. In 1988 werd hij fotojournalist. Hij debuteerde met een fotoreportage in De Groene Amsterdammer over de Palestijnse opstand. Zijn werk wordt gepubliceerd in Vrij Nederland, Trouw, NRC Handelsblad, de Volkskrant, De Morgen, Paris Match, The Independent, Newsweek en Time. 
Van Lohuizen won een Zilveren Camera in 1994, 1997 en 2001. In 2007 won Van Lohuizen de fotoprijs Visa d'Or voor de fotoreportage die hij maakte voor de Franse krant Le Monde in Tsjaad.
Voor zijn foto's over de diamantindustrie in Afrika werd Van Lohuizen in 2000 en 2004 de Dick Scherpenzeel Prijs toegekend.
Van Lohuizen reisde viermaal naar Tibet. In zijn boek doet hij hiervan tekstueel en fotografisch verslag.
In 2018 won Van Lohuizen bij World Press Photo de eerste prijs in categorie Environment Stories met zijn fotoreeks over afval in een aantal grote wereldsteden, onder andere van een man met een bundel plastic PET flessen op de Olusosun vuilnisstort in Lagos, Nigeria. De foto staat symbool voor de groeiende afvalberg in de wereld.

## Werk in openbare collecties (selectie)
- Rijksmuseum Amsterdam[3]

## Publicaties[4]
- 1988, met Michiel de Ruiter - Leven in verzet : de Palestijnse volksopstand
- 1999 - www.tibet.chin.com, Uitgeverij Jan Mets Amsterdam / Uitgeverij Scoop Gent, ISBN 978-90-5330-267-5
- 2003 - Aderen : Niger, Jangtse, Ganges, Donau, Amazone, Mississippi, Ob, Mets & Schilt uitgevers, Amsterdam ISBN 978-90-5330-356-6
- 2004 - Van apenhachee tot jachttrofee : jagen in Kameroen
- 2005 - Atjeh, één jaar later : een foto-essay
- 2005 - Diamond Matters, Mets & Schilt uitgevers, Amsterdam ISBN 978-90-5330-442-6
- 2013 - Vía PanAm : exploring migration in the Americas
- 2013, met Auke Hulst - Kadir van Lohuizen : living apart together 1993, 2013
- 2021 - After Us The Deluge : The Human Consequences of Rising Sea Levels